# ساموئل مارشاک
ساموئل مارشاک (انگلیسی: Samuil Marshak; ۳ نوامبر ۱۸۸۷ – ۴ ژوئیهٔ ۱۹۶۴) زبان‌شناس، شاعر، نویسنده، فیلم‌نامه‌نویس، و نمایش‌نامه‌نویس اهل امپراتوری مارشک بود.
وی همچنین برندهٔ جوایزی همچون نشان لنین و جایزه لنین شده‌است.